# Devon Dotson
Devon Dotson (ur. 2 sierpnia 1999 w Charlotte) – amerykański koszykarz, występujący na pozycji rozgrywającego, od 2023 zawodnik Capital City Go-Go.
W 2018 wystąpił w meczu gwiazd amerykańskich szkół średnich – McDonald’s All-American.
17 stycznia 2022 został zwolniony przez Chicago Bulls. 19 stycznia 2023 dołączył do Capital City Go-Go.

## Osiągnięcia
Stan na 7 października 2023, na podstawie, o ile nie zaznaczono inaczej.
NCAA
- Uczestnik turnieju NCAA (2019)
- Mistrz sezonu regularnego konferencji Big 12 (2020)
- MVP turnieju Maui Invitational (2020)
- Zaliczony do:
  - I składu:
    - Big 12 (2020)
    - debiutantów Big 12 (2019)
    - turnieju:
      - Big 12 (2019)
      - Maui Invitational (2020)

  - II składu All-American (2020)
  - III składu Big 12 (2019)
- Zawodnik kolejki Big 12 (2.12.2019, 16.12.2019, 3.02.2020)